# Tibouchina panicularis
Tibouchina panicularis är en tvåhjärtbladig växtart som först beskrevs av Charles Victor Naudin, och fick sitt nu gällande namn av Nathaniel Lord Britton och Célestin Alfred Cogniaux. Tibouchina panicularis ingår i släktet Tibouchina och familjen Melastomataceae. Inga underarter finns listade i Catalogue of Life.